# Weisen
Weisen är en ort och kommun i Landkreis Prignitz i delstaten Brandenburg, Tyskland. Kommunen ingår i kommunalförbundet Amt Bad Wilsnack/Weisen tillsammans med kommunerna Bad Wilsnack, Breese, Legde/Quitzöbel och Rühstädt.